# 氣泡巢

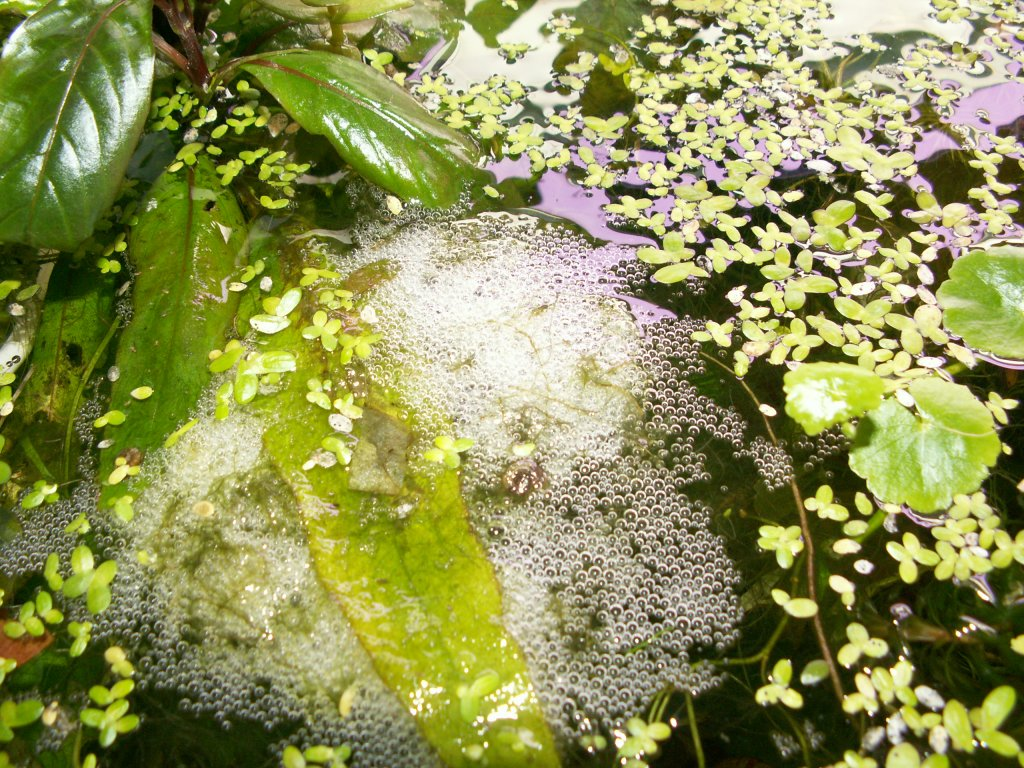
麗麗魚的氣泡巢，上面有雄魚取自天胡荽属植物的枝

氣泡巢是魚用分泌物、水生植物等構建的有大量液泡懸浮的巢，可能會被用來作為產卵地及孵化場所。 會構造氣泡巢的的魚類有絲足魚、合鰓魚科魚類、栉盖鱼属、多棘鲈属、鳡脂鲤、美鯰科魚類以及一些南非的電鰻。 幾乎大部份會構造起泡巢的魚都生活在熱帶安靜水域。所有的構造氣泡巢的魚都會在幼魚孵化后繼續擔負其撫養的職責。

## 外部連結
- 關於氣泡巢的視頻 （页面存档备份，存于），兩條暹羅鬥魚正在產卵，雄魚把卵搬到氣泡巢中
- Bubble-nest building （页面存档备份，存于）
- Betta fish bubble nests and pet care （页面存档备份，存于）
- Function of bubble nests